# Neighbours (film 1952)
Neighbours (titolo francese: Voisins ) è un film antimilitarista del 1952 del regista scozzese-canadese Norman McLaren per il National Film Board of Canada. Nel 1953 ha vinto l'Oscar per il miglior documentario cortometraggio. Un comunicato stampa del 2005 emesso dall'AMPAS afferma che Neighbours è in un gruppo di film che non solo hanno gareggiato, ma hanno vinto gli Academy Awards in categorie chiaramente inappropriate. Nel 2009 è stato aggiunto al Programma Memoria del Mondo dell'UNESCO, elencando le collezioni di patrimonio documentario più significative al mondo. Il film è anche citato nel dodicesimo episodio, intitolato "Combatti il potere: la protesta nei film" del documentario del 2011 The Story of Film: An Odyssey.

## Trama
Due uomini, interpretati da Jean-Paul Ladouceur e Grant Munro vivono pacificamente in due case di cartone adiacenti. Quando un singolo, piccolo fiore sboccia tra le loro case, combattono tra di loro fino alla morte per la sua proprietà.
Il film si conclude con una morale, scritta in più lingue:
- Giapponese: 同胞に親切なれ ( Dōhō ni shinsetsu nare )
- Cinese: 親善鄰居 ( Qīnshàn línjū )
- Hindi: आपके पड़ोसी से प्रेम पूर्वक व्यवहार कीजिए ( Aapke parosii ke prem porvak vyavahaar kiijie )
- Urdu: اپنے ہمساءے دوستانی برتاؤ کرؤ ( Aapne hamsaae dostaani bartaao karo )
- Arabo: اَحِب قَرِيبَك ( Ahib qaribak )
- Ebraico: וְאָהַבְתָּ לְרֵעֲךָ ( V'ahavta l'reacha )
- Russo: Любите ближнего своего; Lyubite blizhnego svoyego
- Esperanto: Amu vian najbaron
- Norvegese: Elsk din nabo
- Spagnolo: Ama a tu prójimo
- Tedesco: Liebe deinen Nächsten
- Italiano: Amate il prossimo
- Francese: Aimez votre prochain
- Inglese: Love you neighbour

## Colonna Sonora
McLaren ha composto la colonna sonora del film grattando il bordo della pellicola, creando varie macchie, linee e triangoli che sono successivamente interpretati dal proiettore come suoni (la tecnica è nota con il suo nome inglese Graphical sound). Il funzionamento di questa tecnica è stato spiegato nel breve documentario Pen Point Percussion di Norman McLaren del 1951.

## Controversie
Neighbours è stato descritto come "uno dei film più controversi mai realizzati dalla NFB".  Il filmato di otto minuti aveva una forte natura politica come detto dallo stesso regista:

«Sono stato ispirato a realizzare Neighbours da un soggiorno di quasi un anno nella Repubblica Popolare Cinese. Sebbene abbia visto solo gli inizi della rivoluzione di Mao, la mia fede nella natura umana ne è stata rinvigorita. Poi sono tornato in Quebec ed è iniziata la guerra di Corea. (...) Ho deciso di realizzare un film davvero forte sull'antimilitarismo e contro la guerra.»
(Norman McLaren)
La versione del film che è stata candidata agli Oscar che ha successivamente vinto non era quella creata originariamente da McLaren. Per rendere il film gradito al pubblico americano ed europeo, McLaren era stato costretto a rimuovere una scena in cui i due uomini, litigando per il fiore, uccidevano la moglie e i figli dell'altro.
Durante la Guerra del Vietnam cambiò l'opinione pubblica e fu chiesto a McLaren di ripristinare la sequenza in questione. Il negativo originale di quella scena era però stato distrutto, quindi questa è stata recuperata da una stampa positiva di qualità inferiore rispetto al resto della pellicola.

Il fondatore dell'NFB, John Grierson, che aveva invitato McLaren all'NFB per formare la sua prima unità di animazione, avrebbe finito per denigrare Neighbours e il tentativo di McLaren di realizzare del cinema politico:

«Non mi fiderei di Norman dietro l'angolo come pensatore politico. Non mi fiderei di Norman dietro l'angolo come pensatore filosofico. Non è per questo che Norman è. Norman è per Hen Hop . Hen Hop. È meraviglioso. E tante altre cose. Questo è il suo dono di base. Ha gioia nel suo movimento. Ha grazia nel suo movimento. Ha fantasia nei suoi cambiamenti. Questo è sufficiente.»
(John Grierson)

## Pixilation
Il film utilizza la pixilation, una tecnica di animazione che impiega l'utilizzo di attori dal vivo come oggetti in stop motion.Il termine della tecnica è stato coniato da Grant Munro, attore nel film, per descrivere l'animazione stop-motion di esseri umani nel suo lavoro con McLaren su Two Bagatelles, una coppia di brevi filmati pixilation realizzati prima di Neighbours ma pubblicati pure questi nel 1952.
In una breve sequenza, i due attori sembrano levitare, un effetto ottenuto facendoli saltare ripetutamente verso l'alto e fotografandoli nel punto più alto della loro traiettoria.
Dopo Neighbours, McLaren realizzò altri due film utilizzando una combinazione simile di pixilation, azione dal vivo, fotografia a velocità variabile e burattini a filo . Il primo, A Chairy Tale (1957) fu una collaborazione con Claude Jutra e Ravi Shankar. Il secondo, Opening Speech by Norman McLaren (1960), fu realizzato per il Festival Internazionale del Cinema di Montreal e aveva come protagonista il regista stesso. Ma, secondo molti, la vetta raggiunta dal regista nell'uso di questa tecnica fu raggiunto proprio con questo film.

## Riconoscimenti
- Premio Oscar[15]
  - 1953 – Miglior cortometraggio documentario
  - 1953 – Candidatura al miglior cortometraggio
- Festival internazionale del cinema di Salerno
  - Gran Trofeo Golfo di Salerno
- BAFTA
  - 1953 – Candidato al Premio UN
- Canadian Film Awards
  - 1953 – Premio Speciale